# Lijst van oorlogsmonumenten in Venray
De Nederlandse gemeente Venray heeft 23 oorlogsmonumenten. Hieronder een overzicht.
| Nr.                             | Object                                                             | Herdachte groep                                                    | Ontwerper                                    | Onthulling        | Type               | Locatie                               | Plaats                   | Coördinaten                   | Foto                                               |
| ------------------------------- | ------------------------------------------------------------------ | ------------------------------------------------------------------ | -------------------------------------------- | ----------------- | ------------------ | ------------------------------------- | ------------------------ | ----------------------------- | -------------------------------------------------- |
| 1342                            | Monument aan de Matthiasstraat                                     | militairen in dienst van het Ned. Kon. na 1945, burgerslachtoffers |                                              | 28 oktober 2001   | plaquette          | Matthiasstraat, 5811 AN               | Castenray                | 51° 29' 24" NB, 6° 2' 12" OL  | Monument aan de Matthiasstraat                     |
| 1530                            | Monument op begraafplaats 'Boschhuizen'                            | burgerslachtoffers                                                 | Piet van Dongen                              | 30 december 1948  | beeld/sculptuur    | Spurkterdijk 30, 5807 EE              | Venray                   | 51° 32' 43" NB, 5° 59' 50" OL |                                                    |
| 1531                            | Gevallenen 1940-1945                                               | burgerslachtoffers, burgers voormalig Nederlands-Indië             | W. Claessens                                 | 25 mei 1996       | gedenksteen        | Lovinckplein 1, 5813 CC               | Ysselsteyn               | 51° 29' 25" NB, 5° 53' 45" OL | Gevallenen 1940-1945                               |
| 1756                            | Monument voor Frans Michels                                        | verzet Nederland                                                   |                                              | 18 oktober 1945   | Kruis              | Weideweg, 5809 ET                     | Leunen                   | 51° 30' 57" NB, 5° 59' 43" OL |                                                    |
| 1759                            | Oorlogsmonument                                                    | allen                                                              | Karel Lücker (reliëf), P. Lerou (omlijsting) | 23 oktober 1949   | reliëf             | Kerkpad 1, 5801 BK                    | Venray                   | 51° 31' 41" NB, 5° 58' 32" OL | Oorlogsmonument                                    |
| 1760                            | Monument bij de voormalige Vredeskerk                              | algemeen, allen, geallieerde militairen, burgerslachtoffers        | Theo Boosten                                 | 1970              | overig             | Kennedyplein 18, 5801 VH              | Venray                   | 51° 31' 19" NB, 5° 58' 12" OL | Monument bij de voormalige Vredeskerk              |
| 1761                            | Plaquette in het NS-station voor Johannes van Rooy                 | burgerslachtoffers                                                 | Ir. H.G.J. Schelling, dhr. Winkelman         |                   | plaquette          | Stationsweg 213, 5807 AB              | Oostrum                  | 51° 31' 35" NB, 6° 0' 51" OL  | Plaquette in het NS-station voor Johannes van Rooy |
| 1762                            | Duitse Militaire Begraafplaats                                     | overig                                                             | Firma Eijsbouts (carillon)                   | 1946              | begraafplaats/graf | Timmermansweg 75, 5813 AM             | Ysselsteyn               | 51° 28' 19" NB, 5° 53' 27" OL | Duitse Militaire Begraafplaats                     |
| 1763                            | Brits Ereveld                                                      | geallieerde militairen                                             |                                              | 30 december 1946  | begraafplaats/graf | Hoenderstraat 99, 5801 CJ             | Venray                   | 51° 31' 45" NB, 5° 57' 19" OL | Brits Ereveld                                      |
| 1764                            | Norfolk-monument                                                   | geallieerde militairen, burgerslachtoffers                         |                                              | 25 september 1988 | overig             | Overloonseweg 32, 5804 AV             | Venray                   | 51° 33' 19" NB, 5° 57' 39" OL | Norfolk-monument                                   |
| 1926                            | Sporen die bleven                                                  | burgerslachtoffers                                                 |                                              | 20 november 2004  | plaquette          | Horsterweg 53, 5811 AB                | Castenray                | 51° 29' 22" NB, 6° 2' 4" OL   | Sporen die bleven                                  |
| 2348                            | Plaquette in het NS-station voor G.H. Versleijen en M.J.H. Gielen. | burgerslachtoffers                                                 | Ir. H.G.J. Schelling, dhr. Winkelman         | 20 april 1948     | plaquette          | Stationsweg 213, 5807 AB              | Oostrum                  | 51° 31' 35" NB, 6° 0' 51" OL  |                                                    |
| 2638                            | Monument voor Geallieerde Vliegers (1)                             | geallieerde militairen                                             | Martin Ooink                                 | 6 juni 2002       | plaquette          | Lollebeekweg 22, 5811 AL              | Castenray                | 51° 28' 57" NB, 6° 0' 42" OL  |                                                    |
| 2647                            | Monument voor Geallieerde Vliegers (2)                             | geallieerde militairen                                             |                                              | 6 juni 2002       | plaquette          | Valkenberg 1, 5811 AX                 | Castenray                | 51° 29' 30" NB, 6° 3' 35" OL  |                                                    |
| 2886                            | Sporen die bleven                                                  | burgerslachtoffers                                                 |                                              |                   | plaquette          |                                       | Blitterswijck            | 51° 31' 53" NB, 6° 6' 35" OL  |                                                    |
| 2893                            | Sporen die bleven                                                  | burgerslachtoffers                                                 |                                              |                   | plaquette          |                                       | Geysteren                | 51° 32' 59" NB, 6° 2' 54" OL  |                                                    |
| 2900                            | Sporen die bleven                                                  | burgerslachtoffers                                                 |                                              |                   | plaquette          |                                       | Heide                    | 51° 17' 26" NB, 5° 55' 4" OL  |                                                    |
| 2910                            | Sporen die bleven                                                  | burgerslachtoffers                                                 |                                              | 3 oktober 2004    | plaquette          |                                       | Leunen                   | 51° 30' 35" NB, 5° 58' 43" OL |                                                    |
| 2919                            | Sporen die bleven                                                  | burgerslachtoffers                                                 |                                              | 3 oktober 2004    | plaquette          |                                       | Oirlo                    | 51° 30' 39" NB, 6° 2' 13" OL  | Sporen die bleven                                  |
| 2920                            | Sporen die bleven                                                  | burgerslachtoffers                                                 |                                              | 24 oktober 2004   | plaquette          |                                       | Oostrum                  | 51° 31' 45" NB, 6° 1' 4" OL   | Sporen die bleven                                  |
| 2928                            | Sporen die bleven                                                  | burgerslachtoffers                                                 |                                              | 3 oktober 2004    | plaquette          |                                       | Veulen                   | 51° 28' 57" NB, 5° 57' 18" OL | Sporen die bleven                                  |
| 2929                            | Sporen die bleven                                                  | burgerslachtoffers                                                 |                                              |                   | plaquette          |                                       | Wanssum                  | 51° 32' 8" NB, 6° 4' 40" OL   |                                                    |
| 3018                            | Indië-monument                                                     | militairen in dienst van het Ned. Kon. na 1945                     |                                              | 6 oktober 2007    | plaquette          | Dorpsplein                            | Castenray                | 51° 31' 44" NB, 6° 1' 2" OL   | Indië-monument                                     |
| Dit oorlogsmonument op Wikidata | Stolpersteine                                                      | vervolgden Nederland                                               | Gunter Demnig                                |                   | plaquette          | Zie Lijst van Stolpersteine in Venray | Castenray, Oirlo, Venray |                               | Stolpersteine                                      |

Beek ·
Beekdaelen ·
Beesel ·
Bergen ·
Brunssum ·
Echt-Susteren ·
Eijsden-Margraten ·
Gennep ·
Gulpen-Wittem ·
Heerlen ·
Horst aan de Maas ·
Kerkrade ·
Landgraaf ·
Leudal ·
Maasgouw ·
Maastricht ·
Meerssen ·
Mook en Middelaar ·
Nederweert ·
Peel en Maas ·
Roerdalen ·
Roermond ·
Simpelveld ·
Sittard-Geleen ·
Stein ·
Vaals ·
Valkenburg aan de Geul ·
Venlo ·
Venray ·
Voerendaal ·
Weert